# Zdzisław Pająk
Zdzisław Jan Pająk (ur. 26 lutego 1924 w Warszawie, zm. 30 sierpnia 2019 w Poznaniu) – polski fizyk, profesor nauk fizycznych. Specjalizował się w radiospektroskopii fazy skondensowanej. Był nauczycielem akademickim Wydziału Fizyki Uniwersytetu im. Adama Mickiewicza w Poznaniu.

## Życiorys
Syn Stanisława i Janiny. Studia z fizyki ukończył na Politechnice Gdańskiej w 1950. Stopień doktorski uzyskał w warszawskim Instytucie Fizyki PAN w 1959. Habilitował się w 1962 na poznańskim UAM. W latach 1966–1969 kierował Katedrą Fizyki Doświadczalnej UAM a następnie (1969–1975) objął funkcję wicedyrektora i dyrektora Instytutu Fizyki. Przez sześć lat (1975–81) był dziekanem Wydziału Matematyki i Fizyki. Przez 25 lat (1969–1994) kierował Zakładem Radiospektroskopii.
Zagraniczne staże naukowe odbył w moskiewskiej Akademii Nauk ZSRR (1957), w paryskiej Sorbonie (1959-60) oraz na University of London (1962). Był członkiem kilku zagranicznych towarzystw naukowych, m.in. belgijskiego Société Royale des Sciences de Liège, francuskiego Groupement AMPERE oraz Europejskiego Towarzystwa Fizycznego.
W pracy badawczej zajmował się m.in. syntezą i badaniem własności dielektrycznych ferroelektryków o przenikalności niezależnej od temperatury. Wśród osiągnięć Z. Pająka znajdują się m.in.: wykrycie wielokrotnych wiązań wodorowych w cieczach aromatycznych i heteroaromatycznych, opracowanie metodyki pomiarów selektywnych czasów relaksacji spin-siatka w cieczach, odkrycie jonowych faz plastycznych oraz nowej rodziny organicznych kryształów ferroelektrycznych.
Swoje prace publikował m.in. w „Journal of Magnetism and Magnetic Materials”, „Molecular Physics”, „Physical Review B” oraz „Solid State Communications”. Był promotorem 36 prac doktorskich.
Odznaczony Krzyżem Kawalerskim Orderu Odrodzenia Polski (1973) oraz Medalem Komisji Edukacji Narodowej (1977).